# Himalayan Mountaineering Institute
Das Himalayan Mountaineering Institute (HMI) (deutsch Institut für Bergsteigen im Himalaja) dient der Förderung des Bergsteigens im Himalaja.

## Geschichte
Die Erstbesteigung des Mount Everest 1953 durch die Britische Mount-Everest-Expedition mit Sir Edmund Hillary und Tenzing Norgay weckte ein großes Interesse, das Bergsteigen als Tätigkeit für die Menschen in der Region zu etablieren.
Das HMI wurde am 4. November 1954 durch Jawaharlal Nehru, den ersten indischen Premierminister, in Darjeeling, Indien gegründet und hat dort auch seinen Sitz. Erster Leiter des Institutes war Narendra Dhar Javal. Seit dem 17. Dezember 2018 wird das HMI durch Jai Kishan, selbst früherer Absolvent des HMI, geleitet.

## Organisation
Das HMI wird heute gemeinsam von der indischen Zentralregierung und der Regierung des Bundesstaates Westbengalen betrieben. Vorsitzender des Exekutivrates ist kraft Amtes der indische Verteidigungsminister; sein Stellvertreter ist der Chief Minister von Westbengalen. Weitere Mitglieder des Exekutivrates sind, neben Vertretern mehrerer indischer Ministerien sowohl des Zentralstaates als auch von Westbengalen, sieben Bergsteiger sowie je ein Vertreter der Regierungen von Nepal und Bhutan.
Zum HMI gehört seit 1957 auch ein Museum, in dem die Geschichte des Bergsteigens im Himalaja einschließlich der Entwicklung der Ausrüstung dargestellt wird und auch Objekte zur Kunst und Kultur aus diesem Gebiet ausgestellt werden.

## Ziel
Ziel des Institutes ist es, in Indien neue Bergsteiger für den Himalaja auszubilden, die dies dann als Hobby, als Wissenschaftler oder Bergführer ausüben.
Das HMI führt regelmäßig Abenteuer-, Basic- und Fortgeschrittenenbergsteigerkurse durch, die zur Förderung des Bergsportes subventioniert werden. Während dieser umfangreichen Kurse, an denen gleichzeitig 150 Schüler teilnehmen können, sind diese im HMI untergebracht.
Im HMI kann eine Bibliothek mit 2.800 Titeln, hauptsächlich über Bergsport, aber auch über Astronomie, Flora und Fauna genutzt werden. Im Institut befindet sich eine Indoorkletterwand. Im Freien gibt es Übungsfelsen in unmittelbarer Nähe.

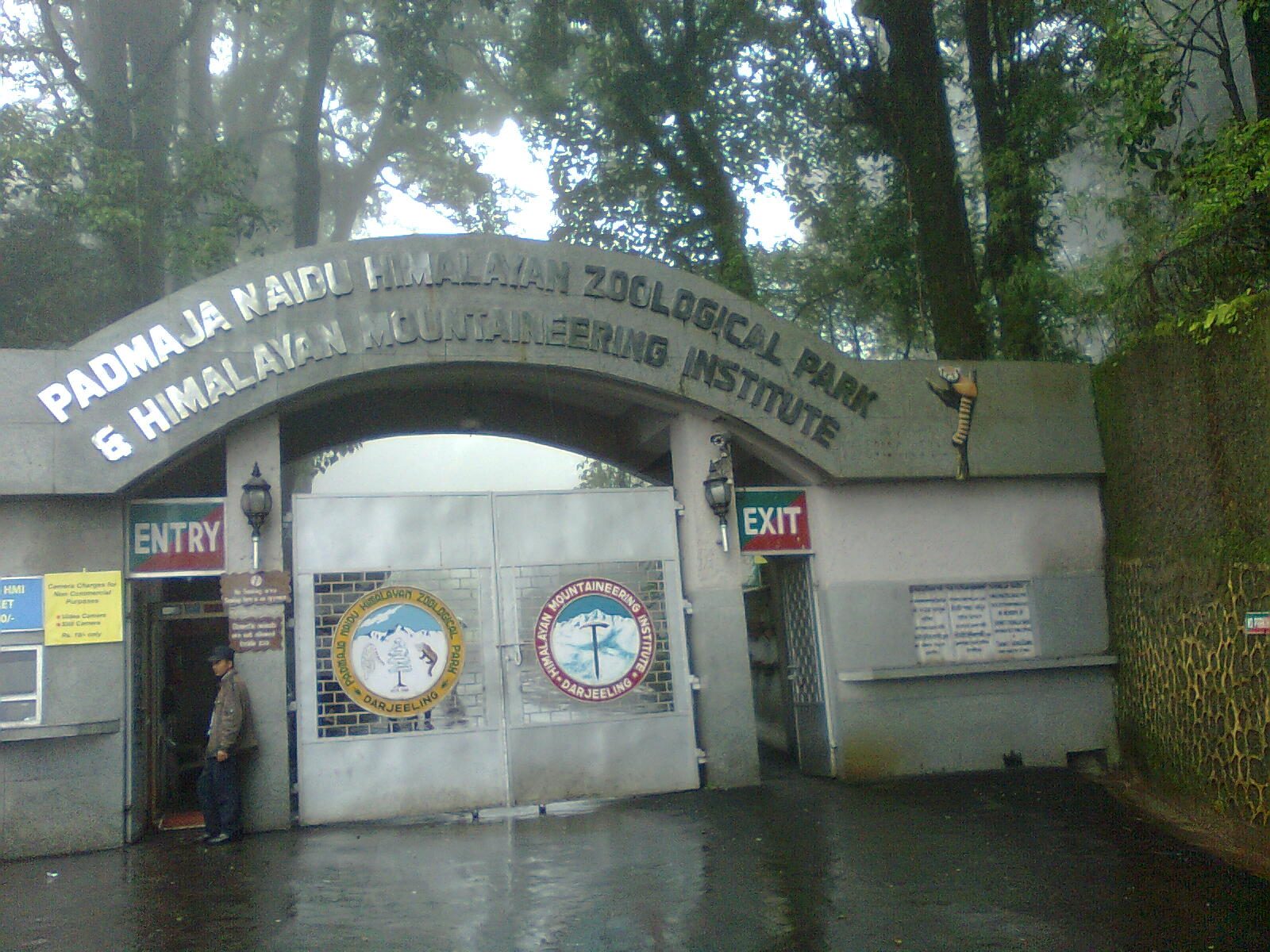
Himalayan Mountaineering Institute
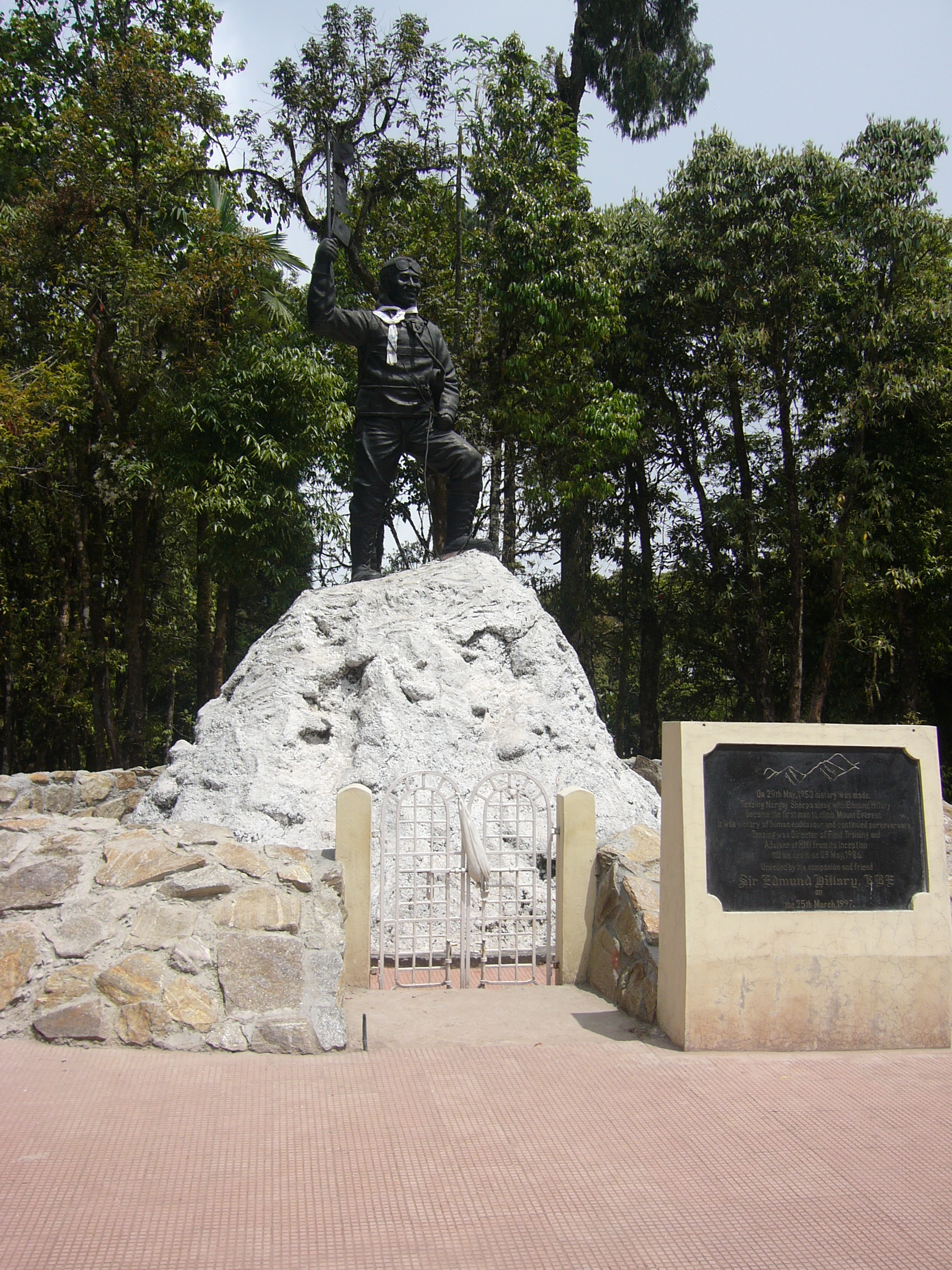
Tenzing-Norgay-Statue
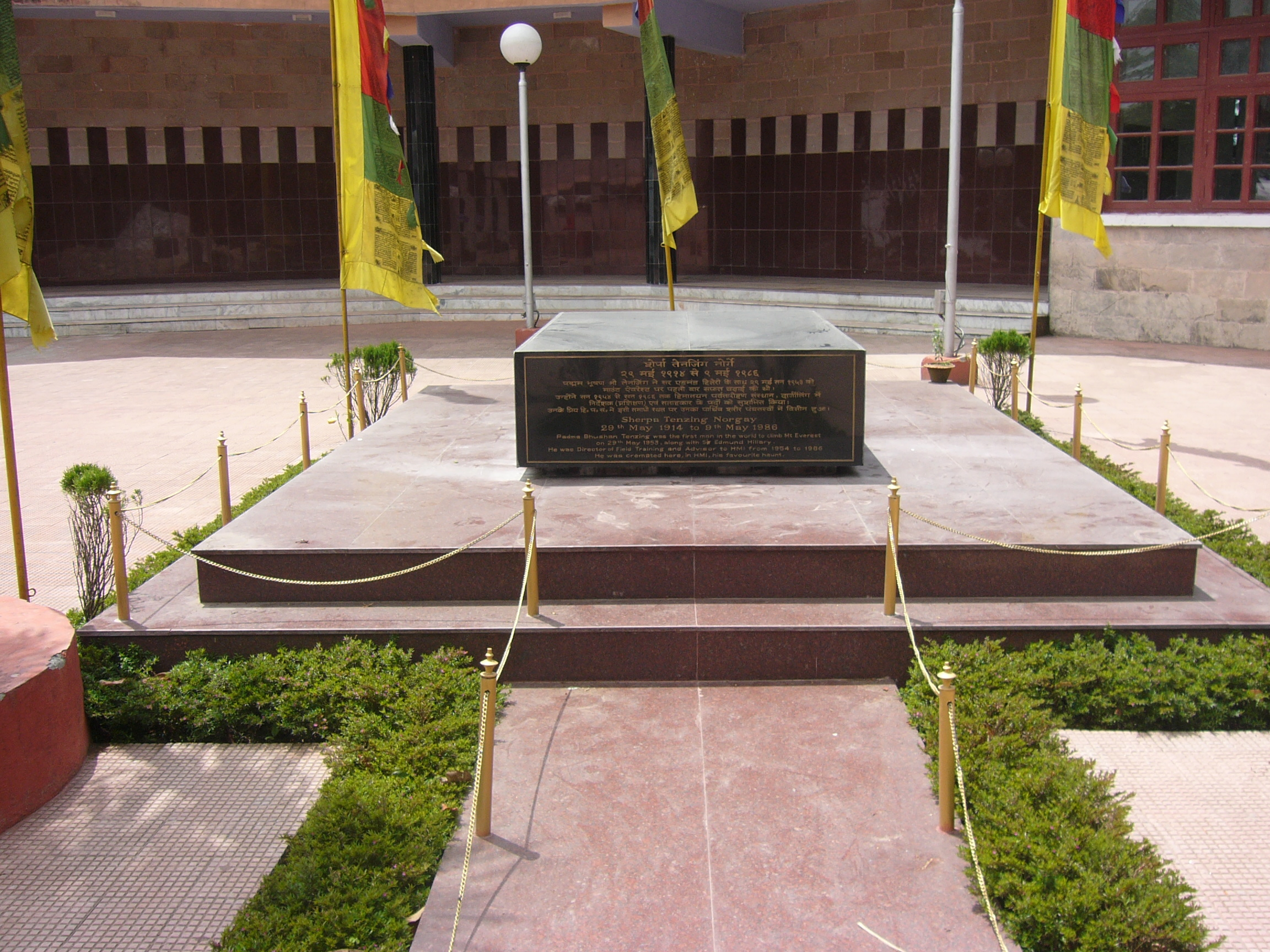
Denkmal zur Erinnerung an Tenzing Norgay
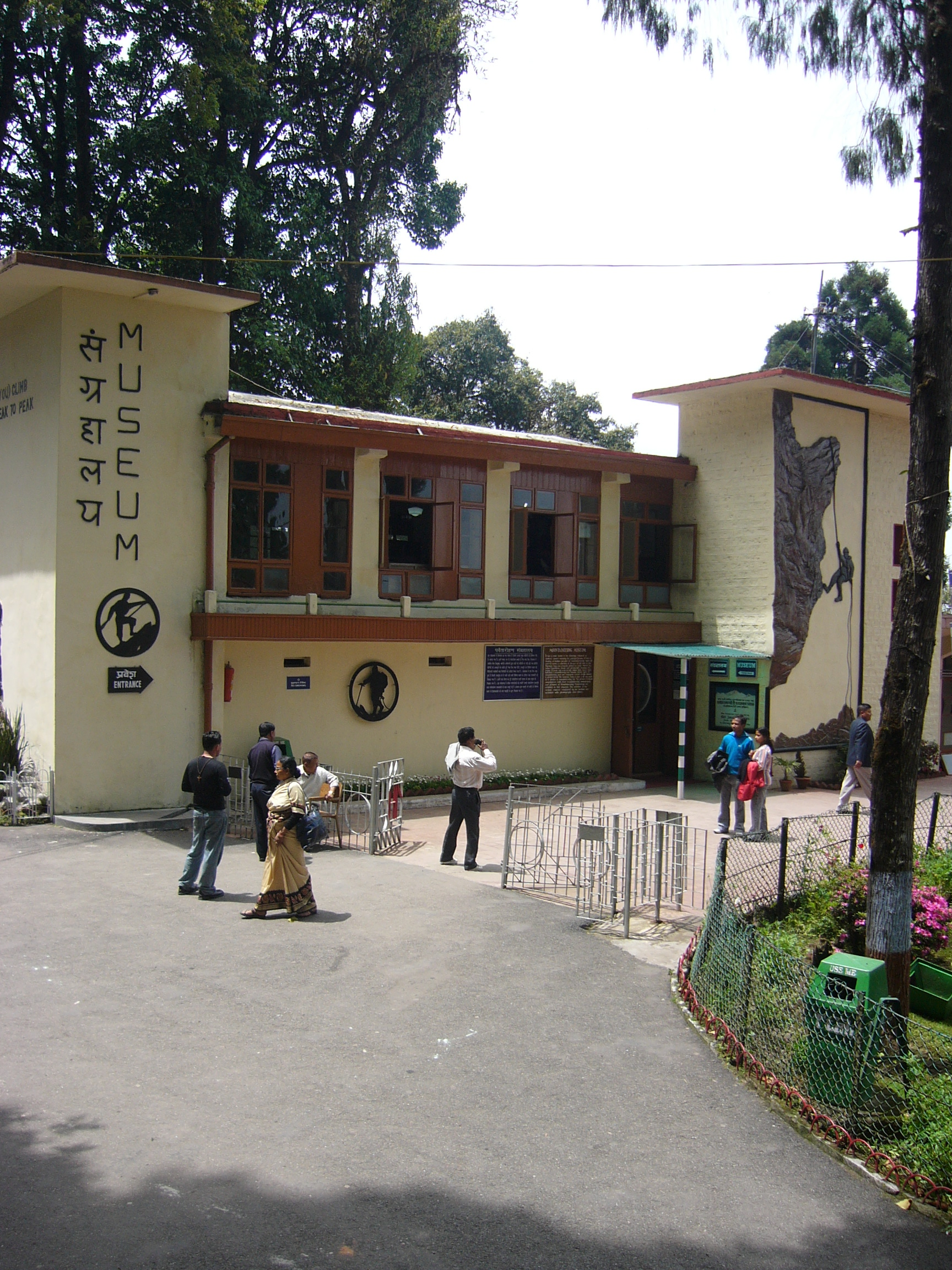
Museum